# Tastiki kultúra

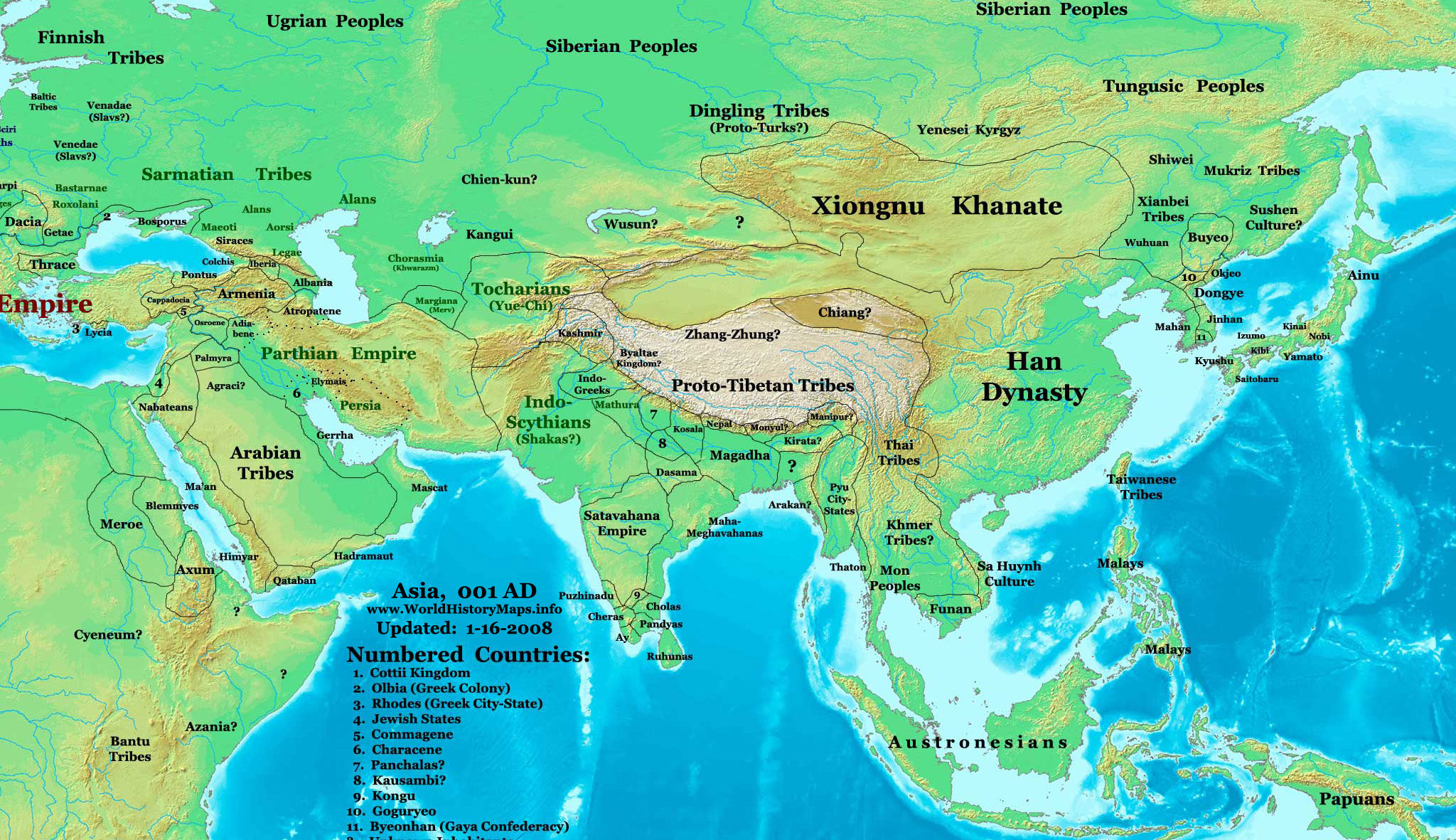
A jenyiszeji kirgizek időszámításunk kezdete körül a hsziungnuktól északra

A tastiki kultúra a Minuszinszki-medencében virágzott a Kr.e. V. századtól a Kr.u. II. századig a Jenyiszej mentén a szkíta-hun kultúrkörben.

## A kultúra jellemzői
A tastiki kultúra temetkezési szokásait nagyon jól ismerjük. Eddig 14 lelőhelyet tártak fel, s ezekben összesen 300 sírt találtak, amikből 230 férfiak sírja volt. A sírokban egyaránt találtak csontvázas testeket (111 nő és 15 férfi csontváz), bebalzsamozott tetemeket (múmiákat) és hamvasztásos temetések nyomait (32 ilyet találtak), sőt 92 esetben vegyes rítusra is bukkantak. Egyaránt megtalálhatók az egyes, páros -és csoportos temetkezések nyomai.
A temetkezések mellékletei főleg fából készültek, közöttük sok a miniatűr tárgy (íj és kard), de valódi fegyvereket sohasem tettek a sírokba. A nyílvesszőkről a nyílhegyet leszedték, és csak a vesszőt tették a sírba. Ezeket a vesszőket gyakran aranyfüstlemezzel boríották be, máskor fekete és vörös festéssel és különböző mintákkal díszítették. Néha tegezeket is helyeztek az elhunyt mellé. Sisak, pajzs, lemezpáncél, nyereg -és zabla modelleket vagy miniatűröket is tettek a sírba. Állatokat is temettek a sírba: juhok, kecsék tehenek és lovak maradványait találták meg a sírokban. A koponya alatti kölesmagvak szerepe még nem teljesen tisztázott. Általában hétköznapi viseletben temették el a holtakat.

### A különböző rítusok
A hamvasztásos temetkezést feltehetően a dél felől érkező bevándorlók terjesztették el. Mint minden temetkezési rítusnak, ennek is megvolt a maga rendje. Először is a halottat ruhában máglyára rakták, s elégették. A megmaradt 1-2 kg csontot és hamut egy bőrzacskóba tették. Ezután egy életnagyságú bábut, úgynevezett manökent készítettek, ami hasonlított az elhunytra. Ezt kitömték fűvel, a testrészeket bőrből, vagy nyírfakéregből készítették, az arcot festéssel és nyílások kialakításával tették élethűvé, majd a figurát felöltöztették. A bábunak saját nadrágja, kabátja, csizmája és bundája volt, sőt, egyszer még halotti maszkot is készítettek. Általában a férfiakat hamvasztották el.
A csontvázas temetkezési módot elsősorban a nők, a serdülők és a gyermekek esetében alkalmazták. Volt, hogy a koponyára maszkot tettek.
A mumifikálásos temetkezések esetében a legfontosabb a fej, illetve az arc megőrzése volt. Az agyvelőt a koponya meglékelésével távolították el, ellentétben az egyiptomiakkal, akik az orron keresztül tették meg ugyanezt. Ezután az arcra gipszmaszkot helyeztek, amit pirosra - egy esetben fehérre - festettek (néhány esetben előbb az arcot bekötözték zöld selyemmel, amiből a szemek és a száj helyét kivágták, s csak azután helyezték rá a gipszmaszkot). A maszk gyakran a füleket és a nyakat is lefedte.

## Milyen nép rejtőzhet a tastiki kultúra mögött

### Szkíták

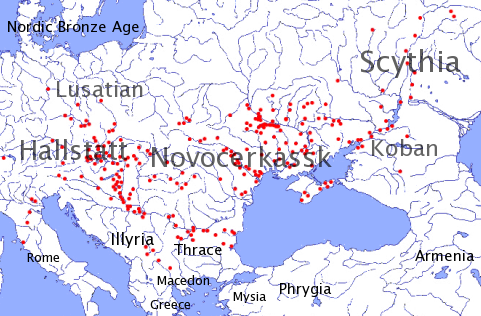
Az európai szkíta népek elterjedése a vaskor elején (i. e. 8–7. század)

A szkíták, pontosabban a különböző szkíta népek az i. e. 7. század és az i. sz. 4. század között lazán összefogott szövetség keretei között éltek Délkelet- és Kelet-Európa, valamint Közép-Ázsia pusztáin.
A szkíták tökélyre fejlesztették fémművességüket, s elsősorban díszítő művészetükről híresek. Alkotásaik az általuk elképzelt világmindenséget ábrázolják: istenségeiket, mesebeli állatokat, ezek küzdelmeit stb., illetve a mindennapi élet jeleneteit. A szkíta ábrázolásmódot örökölték a rokon népek, pl. a hunok s más nemzetek is kölcsönözték egyes elemeit. Vásáry István szerint a szkíta kifejezésmód nem szükségszerűen kapcsolódik a szkíta népekhez.
A görögök a különböző szkíta népeket általánosságban szkítának, a perzsák ellenben minden szkíta népet szakának neveztek. A perzsák a nekik adózó négy szkíta népet lakóhelyük, öltözetük stb. szerint nevezték meg.
- Sakâ tyaiy paradraya – vízen túliak (betű szerint: szakák, kik vízen túliak). A Keleti-Balkán lakói voltak; görögös nevük getai (γεται). Harmatta János az „európai”, azaz királyi szkítákkal azonosítja őket. E helyen bizonyosan nem róluk van szó, ők ugyanis nem voltak a perzsák adófizetői.
- Sakâ haumavargâ – haumát fogyasztók (betű szerint: haumát fogyasztó szakák). Lakóhelyük a Ferganai-medence (görög forrásokban Amürgion pedion: Αμυργιον πεδιον) volt, nevük pedig görögösen amürgi szkíták, pontosabban szakák (αμυργιοι σακαι). Aradi Éva az indoszkítákkal azonosítja őket. Az indoszkítáknak is nevezett szakaurak azonban nem voltak a perzsák hűbéresei.
- Sakâ tigraxaudâ – hegyes fövegűek (betű szerint: hegyes fövegű szakák). Az Amu-darja alsó szakaszánál, Khoraszmia oázisának területén laktak. Harmatta szerint ők a dahák, más néven masszagéták. Valójában a hegyes fövegűek az ászik egyik csoportját képviselték. Masszagetai (Μασσαγεται) pedig az ászik szövetségének görögös neve volt.
- Sakâ tyaiy para Sugdam – Szogdián túliak (a perzsa szövegben, betű szerint, „sakaibiš tyaiy para Sugdam”, azaz „a szakáktól, kik Szogdián túliak”). Ekként is nevezték a perzsák az amürgi szkítákat. Aradi szerint ők a „tulajdonképpeni szakák”, avagy szakaurak. A szakaurak azonban nem voltak a perzsák hűbéresei.
- Dahâ – ellenségek, idegenek. A Kopet-dag északi előterében laktak, s magukat avaroknak címezték.

## A tastiki kor embertani jellege
A sírokból és az írott forrásokból következtetni tudunk a tastiki kor embertani jellegére.
A maradványok és az ábrázolások egyértelműen fehér bőrű, vörhenyes vagy szőke hajú europid népességre utalnak.
Megerősítik ezt az írott források. A tibeti források szerint Kinc'a lakói (a kirgizek) rőt hajúak és kék szeműek, tehát kifejezetten visszataszítóak és csúnyák (mert nem mongolidok, mint a tibetiek). A kínai források is hasonlóan vélekednek a tastiki kor emberéről.

## Fontosabb lelőhelyek
A tastiki kultúra a Minuszinszki-medencében virágzott, így a lelőhelyek is itt találhatók:
- Az oglakti temető: itt figyelte meg Adrianov (1854-1920) a koponya meglékelését az agyvelő eltávolítása céljából.
- A miszoki temető: itt a halott ráncai maradtak meg teljes épségben, I. I. Gohman szerint azért, mert korán helyezték rá az elhunytra a gipszmaszkot. Ezenkívül a hamvasztásos temetkezés nyomait is feltárták itt.
- Komarkova Peszcsanaja: itt a hamvasztásos temetkezés nyomait tárták fel.